# Geminus (cràter)
Geminus és un cràter d'impacte que es troba prop de l'extremitat nord-est de la zona visible de la Lluna. En aquesta posició el cràter apareix de manera oval, a causa de la perspectiva, però en realitat la seva forma és pràcticament circular. Cràters pròxims notables són Messala al nord-est, Bernoulli cap a l'est, i Burckhardt i Cleomedes al sud.
La vora circular de Geminus conté una sèrie d'osques externes, particularment al nord i l'est. El material expulsat del cràter és encara visible a l'entorn exterior del brocal, però qualsevol sistema de marques radials dipositat durant l'impacte ha estat esborrat a causa de l'erosió espacial. La paret interior és àmplia, extensa i presenta una sèrie de terrasses, encara que aquests elements apareixen difuminats a causa de l'erosió motivada per altres impactes. No existeixen cràters notables a la plataforma interior, però si posseeix una fina i llarga cresta central pròxima al punt mitjà del cràter i un parell d'esquerdes fàcilment observables.

## Cràters satèl·lit
Per convenció, aquests elements són identificats als mapes lunars posant la lletra al costat del punt mitjà del cràter que està més prop de Geminus.
|         | \| Geminus \| Coordenades \| Diàmetre \| \| ------- \| ------------------------------------ \| -------- \| \| A \| 31° 30′ N, 51° 48′ E / 31.5°N,51.8°E \| 15 km \| \| B \| 34° 12′ N, 52° 18′ E / 34.2°N,52.3°E \| 10 km \| \| C \| 33° 54′ N, 58° 42′ E / 33.9°N,58.7°E \| 16 km \| \| D \| 30° 36′ N, 47° 24′ E / 30.6°N,47.4°E \| 16 km \| \| E \| 33° 30′ N, 48° 30′ E / 33.5°N,48.5°E \| 67 km \| \| F \| 32° 06′ N, 51° 06′ E / 32.1°N,51.1°E \| 22 km \| \| G \| 30° 48′ N, 48° 36′ E / 30.8°N,48.6°E \| 14 km \| \| H \| 31° 36′ N, 48° 54′ E / 31.6°N,48.9°E \| 15 km \| \| M \| 31° 54′ N, 48° 30′ E / 31.9°N,48.5°E \| 11 km \| \| N \| 31° 24′ N, 47° 42′ E / 31.4°N,47.7°E \| 24 km \| \| W \| 34° 18′ N, 47° 24′ E / 34.3°N,47.4°E \| 6 km \| \| Z \| 30° 42′ N, 46° 42′ E / 30.7°N,46.7°E \| 26 km \| |          |
| Geminus | Coordenades | Diàmetre |
| A       | 31° 30′ N, 51° 48′ E / 31.5°N,51.8°E | 15 km    |
| B       | 34° 12′ N, 52° 18′ E / 34.2°N,52.3°E | 10 km    |
| C       | 33° 54′ N, 58° 42′ E / 33.9°N,58.7°E | 16 km    |
| D       | 30° 36′ N, 47° 24′ E / 30.6°N,47.4°E | 16 km    |
| E       | 33° 30′ N, 48° 30′ E / 33.5°N,48.5°E | 67 km    |
| F       | 32° 06′ N, 51° 06′ E / 32.1°N,51.1°E | 22 km    |
| G       | 30° 48′ N, 48° 36′ E / 30.8°N,48.6°E | 14 km    |
| H       | 31° 36′ N, 48° 54′ E / 31.6°N,48.9°E | 15 km    |
| M       | 31° 54′ N, 48° 30′ E / 31.9°N,48.5°E | 11 km    |
| N       | 31° 24′ N, 47° 42′ E / 31.4°N,47.7°E | 24 km    |
| W       | 34° 18′ N, 47° 24′ E / 34.3°N,47.4°E | 6 km     |
| Z       | 30° 42′ N, 46° 42′ E / 30.7°N,46.7°E | 26 km    |